# Massalfassar
Massalfassar è un comune spagnolo di 2 215 abitanti situato nella comunità autonoma Valenciana.